# Giovanni Volpato
Giovanni Volpato (Bassano del Grappa, 1735 –‎ Róma, 1803. augusztus 21.) olasz vésnök. Ásatóként, régiségkereskedőként dolgozott, ezek mellett biszkvit figurák gyártója is volt.

## Életrajz
Giovanni Volpato Bassano del Grappában (akkor Velence államban) született. Első képzését édesanyjától (aki egy hímzőnő volt) kapta, majd Giovanni Antonio Remondininél tanult. 1762-ben Velencébe ment, ahol Joseph Wagnerrel és Francesco Bartolozzival dolgozott, több tányért vésett Piazzetta, Mariotto, Amiconi, Zuccarelli, Marco Ricci és mások után. Egy ideig pármai hercegnek dolgozott, mígnem a pisai Francesco Algarotti emlékmű tányérja szélesebb körben ismertté tette.
1771-ben patrónusa, Girolamo Zulian javaslatára Rómába költözött, ahol vésnökiskolát alapított, és ismeretségre tett szert a a tányérsorozatával, melyek a Raffaello szobák freskói és a vatikániLoggiák után lettek mintázva (1770-77). E tányérok egy részét Francesco Panini kézzel színezte, és nem feltétlenül a loggiák boltíveinek és pilasztereinek tényleges kinézetét ábrázolták, de a Rómába látogatók körében nagy volt az érdeklődés irántuk. Volpato vésett egy tányérkészletet is Annibale Caracci díszítései után a Palazzo Farnese-ban. Római tájképeket és vedutákat is vésett Pietro Ducrosszal .
Volpato Gavin Hamilton, a brit festő és antikvárius, barátja volt. Amikor maga Volpato is ásató lett, szobrokat és metszeteket szállított Hamiltonnak a Schola Italica Picturae számára, miközben Hamilton bemutatta Volpatot a leletei és publikációi iránt érdeklődő ügyfeleknek.
Volpato ásatásokat végzett Ostiában (1779, Thomas Jenkins antikváriussal), a Porta San Sebastianóban (1779) és Quadraroban (1780); szobrokat adott el III. Gusztáv svéd királynak (1784), a Vatikáni Múzeumoknak és Henry Blundell brit gyűjtőnek is. 1788-ban eladta az ünnepelt Lante vázát John Campbell ezredesnek. 1792-ben Louis Ducrosszal együttműködve nyomatsorozatot adott ki az új Museo Pio-Clementino belső tereiről. 
1785-ben porcelángyárat alapított, amely görög-római eredetik kerámiamásolatait készítette, hogy kielégítse az antik művészet iránti keresletet a neoklasszikus időszakban. 
Egyik tanítványa veje, Raffaello Morghen volt.

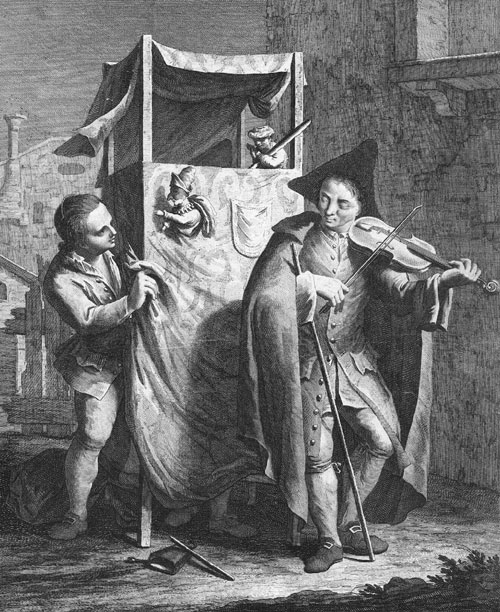
I Burattini, c. 1770

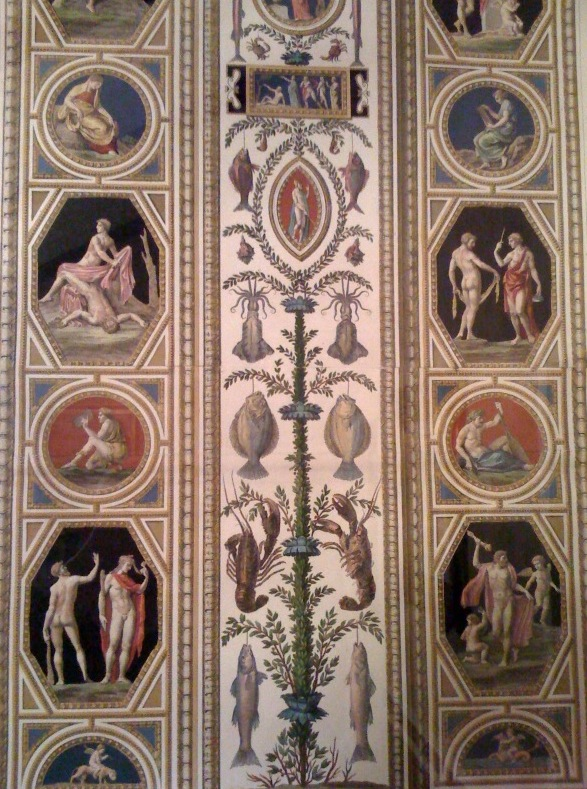
Részlet a Raphael Loggia pilaszteréről tengeri faunával és mitológiai témákkal. Metszet, 1774

## Fordítás
Ez a szócikk részben vagy egészben  a   Giovanni Volpato című angol Wikipédia-szócikk ezen változatának fordításán alapul.  Az eredeti cikk szerkesztőit annak laptörténete sorolja fel. Ez a jelzés csupán a megfogalmazás eredetét és a szerzői jogokat jelzi, nem szolgál a cikkben szereplő információk forrásmegjelöléseként.